# Jürgen Osterhammel
Jürgen Osterhammel (ur. 1 czerwca 1952 w Wipperfürth) – niemiecki historyk.
Osterhammel rozpoczął swoją karierę na naukową na London School of Economics w roku akademickim 1976/77, gdzie studiował i pracował pod kierunkiem profesora Iana Nisha. W 1980 uzyskał stopień doktora z zakresu historii nowożytnej na Uniwersytecie w Kassel. Dwa lata później podjął pracę na German Historical Institute w Londynie. W latach 1986–1990 wykładał nauki polityczne na Uniwersytecie we Fryburgu uzyskując w 1990 habilitację. Później przez siedem lat wykładał historię nowożytną na FernUniversität Hagen. Pracował także na Graduate Institute of International Studies w Genewie, zanim w 1999 roku został profesorem na Uniwersytecie w Konstancji. W latach 2001–2002 wykładał na Netherlands Institute for Advanced Study in the Humanities and Social Sciences.
W 2010 roku zdobył Gottfried Wilhelm Leibniz Prize. W 2017 odznaczony został Pour le Mérite za Naukę i Sztukę.
Zajmuje się przede wszystkim kolonializmem, historią Eurazji od XVIII wieku, historią i teorią historiografii.

## Wybrane publikacje w języku angielskim[4]
- Colonialism: A Theoretical Overview (Princeton, 2005)
- Globalization: A Short History (z Nielsem P. Peterssonem, Princeton, 2005)
- Max Weber and His Contemporaries (z Wolfgangiem J. Mommsenem, London, 1987)

## Publikacje w języku polskim
- Długie stulecie, rozm. przepr. Piotr Szlanta, „Mówią Wieki” 2015, nr 1, s. 40-43.
- Historia XIX wieku: przeobrażenie świata, red. nauk. i posł. Witold Molik, tł. Izabela Drozdowska-Broering, Jerzy Kałążny, Adam Peszke, Katarzyna Śliwińska, Poznań: Wydawnictwo Poznańskie 2013.